# Young (Uruguai)
Young és una ciutat de l'Uruguai, ubicada al departament de Río Negro. Segons el cens de l'any 2004, té una població de 14.521 habitants.

## Història
El nom de la ciutat, que té el seu origen en la paraula anglesa Young (en català, "jove"), es pronuncia com "Yon, o Yun". Al seu llibre Young: El Futuro pasado, Mario Aielo publica un treball d'antecedents històrics de la fundació de Young, article que defineix correctament els inicis del poblat.
Una de les teories que maneja Pedro Fontela, segons l'anàlisi d'Aielo, és que el nom de Young prové d'un enginyer del mateix cognom que va construir una ruta que unia Algorta amb la ciutat de Fray Bentos, capital departamental.
L'enginyer Carlos Young, casat amb Flora Fulton, que va realitzar els treballs de traçat de la via Algorta - Fray Bentos, amb l'enginyer Víctor Benavídez, va advocar per la canalització del Riu Negro i per la construcció d'un pont a la capital del departament.
El 30 de juliol de 1910 s'inaugura la línia fèrria Fray Bentos, una de les estacions de la qual, la del quilòmetre 99, és l'estació Young. A la ciutat també es pot accedir per la ruta 3.